# 鹿台崗遺跡
鹿台崗遺跡（ろくだいこういせき）は、中国の河南省開封市杞県裴村店郷鹿台崗村にある古代遺跡。
1959年に鹿台崗村から鬲腿・鬲当・陶片・骨針などの遺物が出土し、同年のうちに杞県の文物保護単位に指定された。1963年、河南省重点文物保護単位に昇級した。1989年から1990年にかけて、鄭州大学の考古専攻86期生と開封市博物館のチームが遺跡の発掘を進め、仰韶文化・龍山文化・岳石文化・殷代および春秋時代の文化遺構を発見した。2006年、遺跡は全国重点文物保護単位に指定された。